# Алхазов, Дмитрий Георгиевич
Дмитрий Георгиевич Алхазов (1909, Санкт-Петербург — 1982, Ленинград) — советский учёный в области физики и техники ускорителей, доктор физико-математических наук. Один из создателей синхроциклотрона Ленинградского института ядерной физики СЦ-1000.
Родился 4 (17) февраля 1909 года. Из старинного армянского рода, получившего грузинское дворянство. Дед по отцу — Яков Кайхосрович Алхазов — генерал от инфантерии. Дед по матери — Глазунов, Иван Ильич.
Окончил Ленинградскую среднюю школу № 13 (1928). Работал разнорабочим, затем лаборантом в Высшей школе связи.
В 1930 году зачислен в физический отдел Государственного Радиевого института в качестве научно-технического сотрудника. В 1933 году вошёл в состав возглавляемой профессором Л. В. Мысовским бригады по проектированию и постройке циклотрона (впоследствии реорганизована в лабораторию).
С 1941 года заместитель заведующего и научный руководитель циклотронной лаборатории. В 1942 году откомандирован в лабораторию № 4 ФТИ АН СССР для работы по спецтематике и работал там до 1944 года. В 1944 году защитил кандидатскую диссертацию «Применение тлеющего разряда в качестве источника ионов в циклотроне».
С 1945 года научный руководитель спецстроительства в ФТИ АН СССР, участник атомного проекта. Руководил введением в строй циклотрона ФТИ У-120 в 1946 году.
Проводил в своей лаборатории ядерные исследования. За этот цикл работ удостоен Государственной премии СССР 1968 года (в составе коллектива).
Был научным руководителем сооружения Гатчинского протонного синхроциклотрона СЦ-1000 на энергию 1 ГэВ Ленинградского института ядерной физики (1970).
Доктор физико-математических наук.
Награждён орденом «Знак Почёта» (1947).
Умер в Ленинграде 30 июня 1982 года.
Жена — Гребенщикова, Вера Ильинична (1908—1985).